# Trzęsienie ziemi

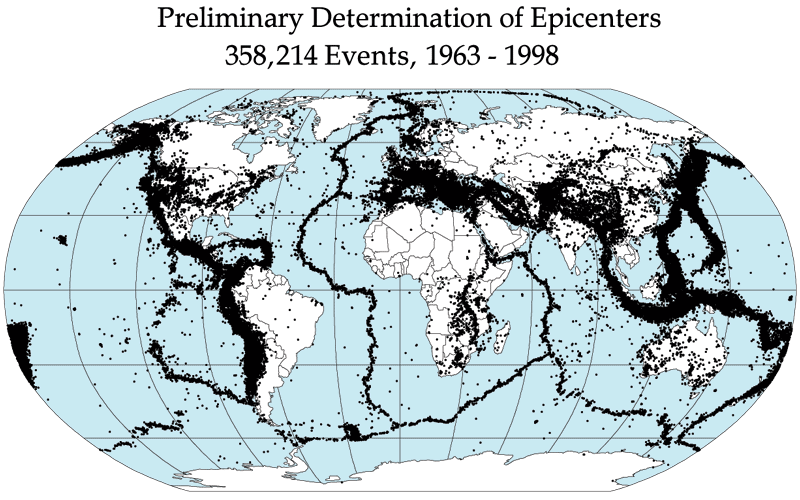
Trzęsienia ziemi na całym świecie w latach od 1963 do 1998

Trzęsienie ziemi – gwałtowne rozładowanie naprężeń w skorupie ziemskiej połączone z ruchem warstw skalnych. W przypadku trzęsienia tektonicznego jest to ruch wzdłuż uskoku. Nagromadzenie naprężeń jest często wynikiem przejściowego zablokowania ruchu skał wzdłuż tego uskoku. Uwalniająca się przy tym energia w około 20-30% rozchodzi się w postaci fal sejsmicznych, z których część dociera na powierzchnię Ziemi w postaci niszczących fal powierzchniowych. Pozostała część energii zamienia się w ciepło lub trwałe deformacje skał. 

## Podstawowe zagadnienia związane z trzęsieniami ziemi
Ognisko trzęsienia ziemi – tj. miejsce, gdzie zapoczątkowane zostało uwalnianie energii nagromadzonej na linii uskoku. Należy przy tym pamiętać, iż jest to punkt czysto teoretyczny (ang. focus = hipocentrum), ponieważ faktycznie energia wstrząsu rozładowuje się zawsze na pewnej powierzchni uskoku.
Epicentrum trzęsienia ziemi określa się miejsce na powierzchni ziemi, położone bezpośrednio nad ogniskiem wstrząsu. Punkt ten oznacza miejsce, gdzie fale sejsmiczne rozchodzące się z ogniska we wszystkich kierunkach najszybciej osiągają powierzchnię. Zazwyczaj właśnie w epicentrum fale posiadają największą siłę niszczącą i wprawiają podłoże w największy stopień wibracji (jest to tzw. obszar epicentralny). Nie stanowi to jednak reguły, gdyż intensywność wstrząsów w dużej mierze zależy od uwarunkowań geologicznych i rodzaju podłoża (np. położenie miasta na terenie bagnistym znacznie intensyfikuje drgania).     
Falą sejsmiczną nazywamy pojedynczą falę wibracji, w jakiej nagromadzona energia jest uwolniona w trakcie ruchów mas skalnych na linii uskoku. Prędkość rozchodzenia się fal zależy od rodzaju podłoża i fali. 
Wyróżniamy trzy podstawowe rodzaje fal sejsmicznych; poniżej zostały one przedstawione w porządku, w jakim docierają na powierzchnię Ziemi:
- fale P (podłużne) – skutkują naprzemiennym rozciąganiem i sprężaniem skał; przenoszą się w ciałach stałych, jak i w cieczach, co oznacza, że w przypadku bardzo silnych wstrząsów pokonują całe wnętrze Ziemi;
- fale S (poprzeczne) – powodują "falisty" ruch warstw skalnych (skały zachowują się jak fale na wzburzonym morzu); ten rodzaj fal przemieszcza się tylko w ciałach stałych co oznacza, że odbijają się one np. od zewnętrznego jądra Ziemi;
- fale powierzchniowe – docierają najpóźniej, poruszają się najwolniej i odpowiadają za większość zniszczeń spowodowanych przez trzęsienie ziemi. Fale powierzchniowe (ang. surface waves) dzielimy z kolei na:
  - fale Rayleigha – wywołują przemieszczenia w płaszczyźnie prostopadłej do gruntu;
  - fale Love'a – wywołują przemieszczenia w płaszczyźnie równoległej do gruntu.

Homosejstą określa się linię łączącą obszary drgające w tym samym czasie.
Wstrząsy ziemi, powodowane przez fale sejsmiczne, podzielić można na ruchy poziome i pionowe. Szczególnie destruktywne są ruchy pionowe, podczas których - w przypadku bardzo dużej intensywności drgań gruntu - budynki mogą zostać nawet wyrzucane w powietrze (przykładem jest zachowanie niektórych konstrukcji w trakcie trzęsienia ziemi w Northridge, w roku 1994). Niszczące są także uderzenia ukośne - szczególnie, jeśli ich przebieg jest niezgodny z dłuższą osią budynku.

## Oznaczanie siły trzęsień ziemi i intensywności drgań gruntu
Wielkość trzęsienia ziemi wyraża się w stopniach magnitudy. Magnituda równa 0 lub ujemna (stosowana do oznaczania tzw. "mikrowstrząsów", rejestrowanych tylko przez bardzo czułe przyrządy) oznacza wibracje rejestrowane tylko przez aparaturę pomiarową, zaś magnituda równa 9,5 (wartość magnitudy najsilniejszego, udokumentowanego instrumentalnie trzęsienia ziemi) powoduje zmiany w otaczającym krajobrazie. Sejsmolodzy powątpiewają w istnienie trzęsień ziemi o magnitudzie większej niż 10, jednak teoretycznie wszystkie skale pomiarowe zjawisk sejsmicznych (np. logarytmiczna skala Richtera) to skale otwarte. Należy przy tym zaznaczyć, że każdy kolejny stopień magnitudy jest mierzony, jako dziesięciokrotnie większy od poprzedniego, ale faktycznie: każdy kolejny stopień niesie ze sobą w przybliżeniu 31-krotny wzrost energii.  
Do określenia intensywności drgań gruntu w danym miejscu służą tzw. skale makrosejsmiczne, opierające się na obserwacji zniszczeń podczas trzęsienia ziemi w danym miejscu. Intensywność tę określić można też mierząc przyspieszenia gruntu w trakcie wstrząsów. Do najpopularniejszych skal makrosejmicznych należy zmodyfikowana 12 stopniowa skala Mercallego - Mercallego-Cancaniego-Sieberga (MCS). W skali tej stopień I oznacza drgania rejestrowane wyłącznie przez aparaturę pomiarową, a stopień XII - wstrząsy powodujące zmiany w otaczającym krajobrazie.

## Metody rejestrowania trzęsień ziemi
Pomiary wstrząsów sejsmicznych dokonuje się za pomocą sejsmografów. Sejsmometrem określa się przyrząd rejestrujący, zaś sejsmogram to sam zapis wstrząsu. 
Aparatury pomiarowe zainstalowane w stacjach sejsmicznych zwykle pracują bez przerwy, w istocie notując nieustanne drgania (bardzo rzadko zdarza się, aby na sejsmogramie utrwalona została idealnie pozioma linia). Jest to najbardziej namacalny dowód na nieustanny ruch płyt tektonicznych.
Zanim skonstruowano najprostsze sejsmometry przyrządami do wykrywania trzęsień ziemi były sejsmoskopy. Za najstarszy sejsmoskop uważa się przyrząd skonstruowany przez chińskiego uczonego, Chan Henga (78-139 n.e.). Było to metalowe naczynie w kształcie dzbana, do którego ze wszystkich stron przymocowano głowy smoków, a na otaczającej dzban podstawie – figury żab. Każdy ze smoków trzymał w pysku dokładnie wyważoną kulkę. W chwili nadejścia wibracji, wywołanych bardzo silnym wstrząsem sejsmicznym z epicentrum w dość dużej odległości od urządzenia, kulka, ustawiona w paszczy smoka przymocowanego od strony epicentrum, spadała do paszczy ropuchy. W ten sposób władze cesarskie potrafiły wysłać pomoc w region klęski żywiołowej jeszcze przed nadejściem rządowego posłańca.

## Rodzaje trzęsień ziemi
Podział trzęsień ziemi:
- ze względu na przyczynę:

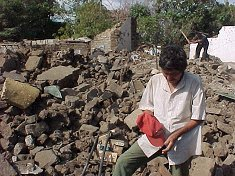
W strefach sejsmicznych najczęściej położone są kraje rozwijające się, w których budownictwo jest zupełnie nieodporne nawet na umiarkowane wstrząsy sejsmiczne. Na zdjęciu: zniszczenia poczynione styczniowym wstrząsem z 2001 roku w Salwadorze.

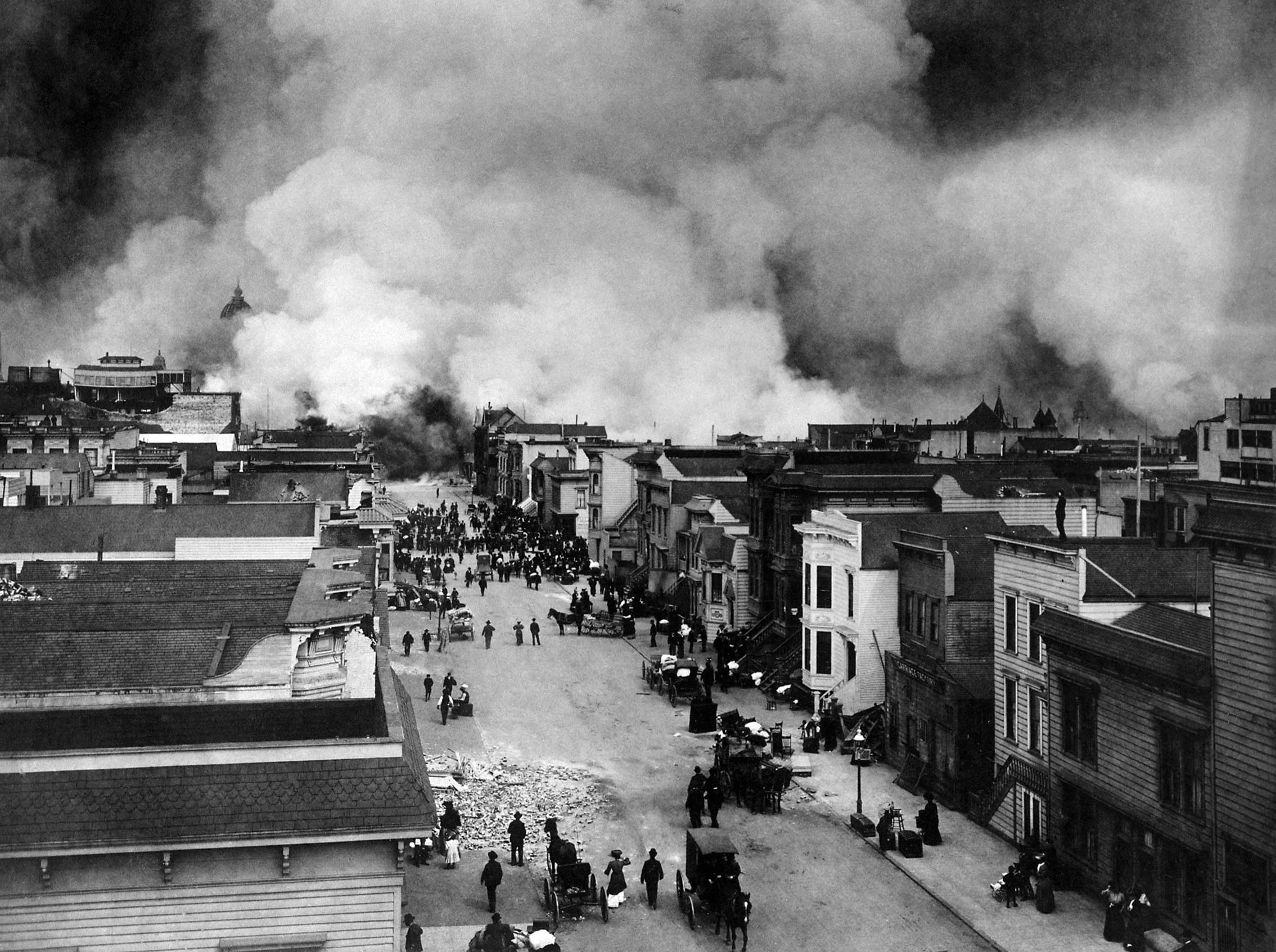
Jeden z najgroźniejszych skutków trzęsienia ziemi: po trzęsieniu ziemi w regionie Zatoki San Francisco 18 kwietnia 1906 roku wybuchły liczne pożary

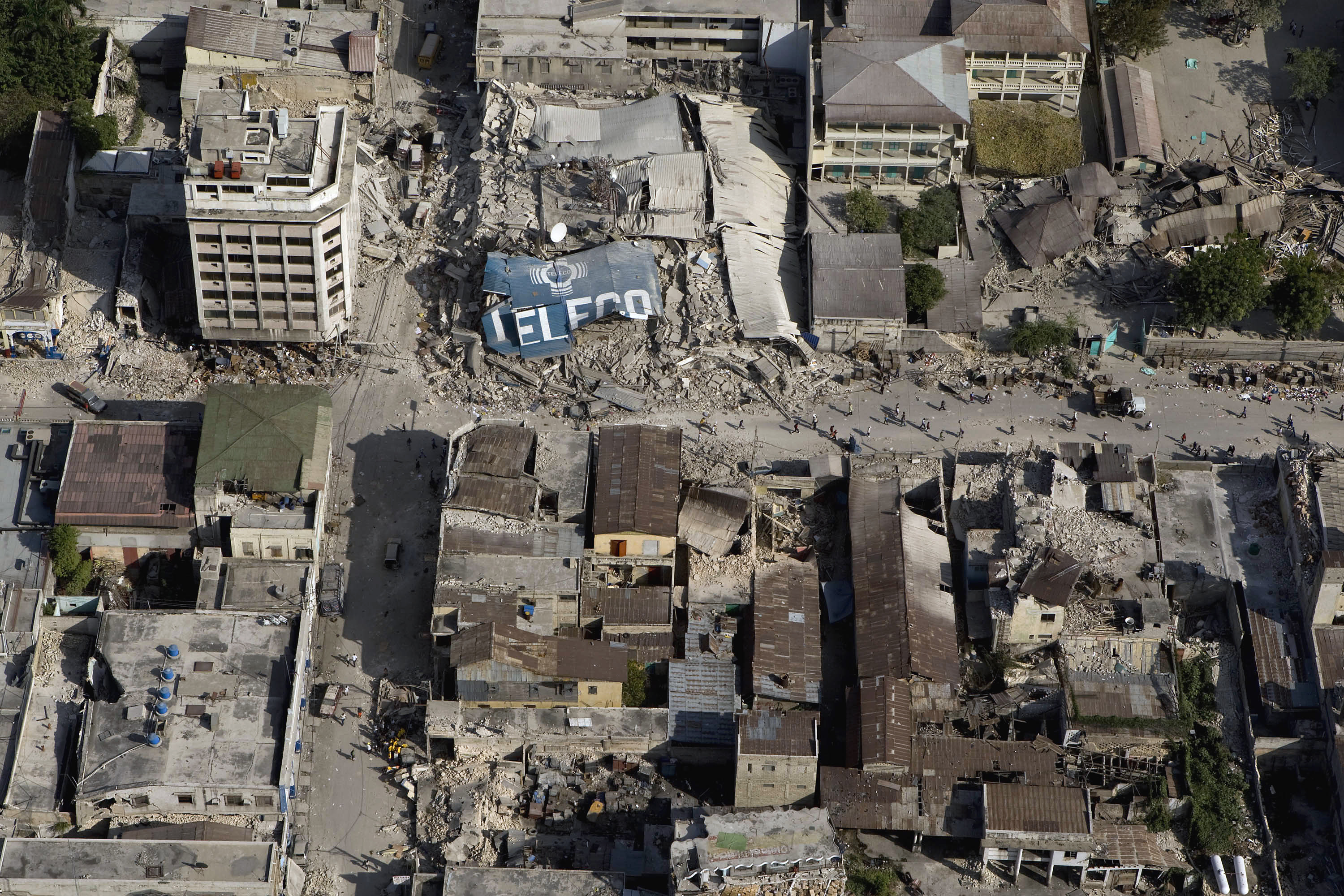
Trzęsienie ziemi, jakie 12 stycznia 2010 roku nawiedziło Haiti, poczyniło olbrzymie zniszczenia w centrum stolicy kraju, Port-au-Prince.

  - tektoniczne (inaczej: dyslokacyjne) – będące wynikiem przesunięć skał wzdłuż uskoku. Często ruch ten jest związany z globalnymi ruchami płyt tektonicznych, a uskok może być granicą stykania się dwóch płyt. Mogą występować jednak także w dużej odległości od granic płyt litosfery (np. w strefach młodych gór - takich, jak np. Karpaty; stanowią około 90% wszystkich zjawisk sejsmicznych występujących na Ziemi;
  - wulkaniczne – związane z gwałtownymi erupcjami wulkanów lub zapadaniem się stropów opróżnianych komór magmowych czy zapadaniem kalder; stanowią ok. 7% wszystkich zjawisk sejsmicznych występujących na Ziemi;
  - zapadowe (zapadliskowe) – związane z obszarami krasowymi, na których dochodzi do zawalania się stropów jaskiń lub innych próżni w podłożu; zjawiska wyjątkowo lokalne, najczęściej słabo odczuwalne; stanowią ok. 2% ogółu trzęsień ziemi;
  - antropogeniczne – związane z działalnością człowieka w litosferze (np. tąpnięcia górnicze, naruszenie równowagi sił w skałach na skutek napełnienia tamy); na obszarach gęsto zabudowanych mogą spowodować znaczące szkody materialne, jednak w większości przypadków okazują się niegroźne.

- ze względu na głębokość ogniska:
  - płytkie (85%) – do 70 km;
  - średnie (12%) – 70-350 km;
  - głębokie (3%) – 350-700 km.

- ze względu na powiązanie ze wstrząsem zasadniczym:
  - wstępne (ang. foreshock) – o słabej magnitudzie;
  - zasadnicze (ang. main shock) – o największej magnitudzie;
  - następcze (ang. aftershock) – o zmniejszającej się z upływem czasu magnitudzie (szacunkowo: najsilniejszy wstrząs wtórny, występujący zazwyczaj jako pierwszy po głównym wstrząsie, posiada magnitudę o około 1.3-1.5 razy mniejszą od wstrząsu zasadniczego).

## Rodzaje obszarów aktywności sejsmicznej
Ze względu na częstotliwość występowania trzęsień ziemi, na danym terenie wyróżnia się obszary:
- sejsmiczne – obszary, na których odczuwalne trzęsienia ziemi są zjawiskiem niemal codziennym;
- pensejsmiczne – obszary, na których silne wstrząsy występują stosunkowo rzadko;
- asejsmiczne – obszary, na których bardzo rzadko spotykane są umiarkowane wstrząsy sejsmiczne.

## Skutki trzęsień ziemi
Trzęsienie ziemi może wywołać szereg skutków w otaczającym krajobrazie. Do najczęściej wymienianych i kojarzących się z tym zjawiskiem należą:
- rysy i spękania na powierzchni ziemi;
- szczeliny (niekiedy głębokością dochodzące do kilkunastu metrów);
- uskoki gruntu ("pocięcie" formy wzgórza na osunięte rzędami bloki skalne);
- przesunięcia poziome wzdłuż uskoku (jest to doskonale widoczne np. po przesunięciu fragmentów płotów stojących w poprzek uskoku, grządek czy nawet torów lub drogi asfaltowej);
- obrywy (na obszarach górskich);
- zapadliska;
- podniesienie wybrzeża i utworzenie klifu (na skutek albo rzeczywistego podniesienia wybrzeża, albo opadnięcia dna zbiornika wodnego - przykład trzęsienia ziemi w regionie Kanto w roku 1855 oraz w regionie Pozzuoli k. Neapolu w roku 1983, kiedy oba porty stały się zupełnie niezdatne do użytku z powodu nagłego podniesienia się lądu);
- odseparowanie części wybrzeża od stałego lądu i utworzenie płycizny;
- nieckowate jeziorka (powstałe na skutek zaburzeń wód podziemnych);
- wodospady (powstałe na skutek zatamowania osuwiskiem górnego biegu rzeki);
- jeziora/rozlewiska (na skutek zatamowania biegu rzeki przez osuwisko);
- wysychanie lub "przelanie się" części jeziora (na skutek uskoków gruntu);
- przerwanie biegu rzeki (na skutek powstania szczeliny prostopadłej do nurtu, w której owa rzeka "znika");
- tsunami;
- zjawisko sejszy na jeziorach i innych - bardzo dużych, zamkniętych zbiornikach wodnych;
- zjawisko upłynnienia gruntu (na obszarach podmokłych).
- wybuchy wulkanów

Do pośrednich skutków trzęsienia ziemi zaliczyć można niszczycielskie pożary (przykład trzęsienia ziemi w San Francisco, w roku 1906).

## Trzęsienia ziemi w Polsce
Trzęsienia ziemi na obszarze Polski są stosunkowo rzadkie i zwykle ograniczone do zjawisk o niewielkiej intensywności. Aktywność sejsmiczna jest monitorowana przez sieć obserwatoriów sejsmicznych, działających w ramach Instytutu Geofizyki PAN. 
Większość trzęsień ziemi związanych jest ze zjawiskami neotektonicznymi na obszarze Karpat i Sudetów, a ich ogniska znajdują się w uskokach i (w przypadku Karpat) wzdłuż nasunięć tektonicznych. Naturalne wstrząsy odnotowano także w rejonie strefy Teisseyre’a-Tornquista, Górach Świętokrzyskich i na Podlasiu. Ponadto w wyniku działalności górniczej obszarami wzbudzonej aktywności sejsmicznej są okolice Bełchatowa, Górny Śląsk oraz Legnicko-Głogowski Okręg Miedziowy. Od czasu gdy prowadzi się regularne pomiary zarejestrowane magnitudy wstrząsów nie przekraczały 4,7. 